# Qilihe
Qilihe är ett stadsdistrikt i provinshuvudstaden Lanzhou i provinsen Gansu i nordvästra Kina.
Qilihe är indelat i nio stadsdelsdistrikt, fem köpingar och en socken..
Stadsdelsdistrikt (jiedao):

- Dunhuanglu (敦煌路街道)
- Gongjiawan (龚家湾街道)
- Jianlanlu (建兰路街道)
- Tumendun (土门墩街道)
- Xihu (西湖街道)
- Xiuchuan (秀川街道)
- Xiyuan (西园街道)
- Xizhan (西站街道)
- Yanjiaping (晏家坪街道)

Köpingar (zhen):

- Agan (阿干镇)
- Bali (八里镇)
- Huangyu (黄峪镇)
- Pengjiaping (彭家坪镇)
- Xiguoyuan (西果园镇)

Socken (xiang):

- Weiling (魏岭乡)